# Maestro della Natività di Castello
Le Maître de la Nativité de Castello (en italien, Maestro della Natività di Castello) est un maître anonyme, un peintre fresquiste italien  du milieu du XVe siècle, disciple de Fra Filippo Lippi, probablement employé dans son atelier de Prato.

## Paternité

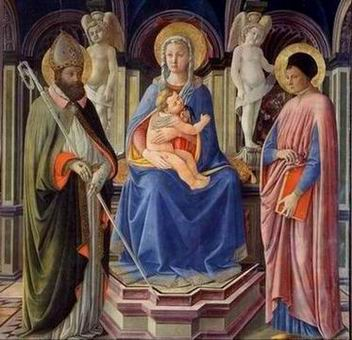
Vierge à l'Enfant entre les saints Juste et Clément, musée de l'œuvre du Duomo de Prato.

Son nom de convention dérive d'une peinture très large  représentant la Nativité, à l'origine exposée à la Chiesa di San Michele a Castello (it) et  conservée depuis dans la collection de la National Gallery de Londres.

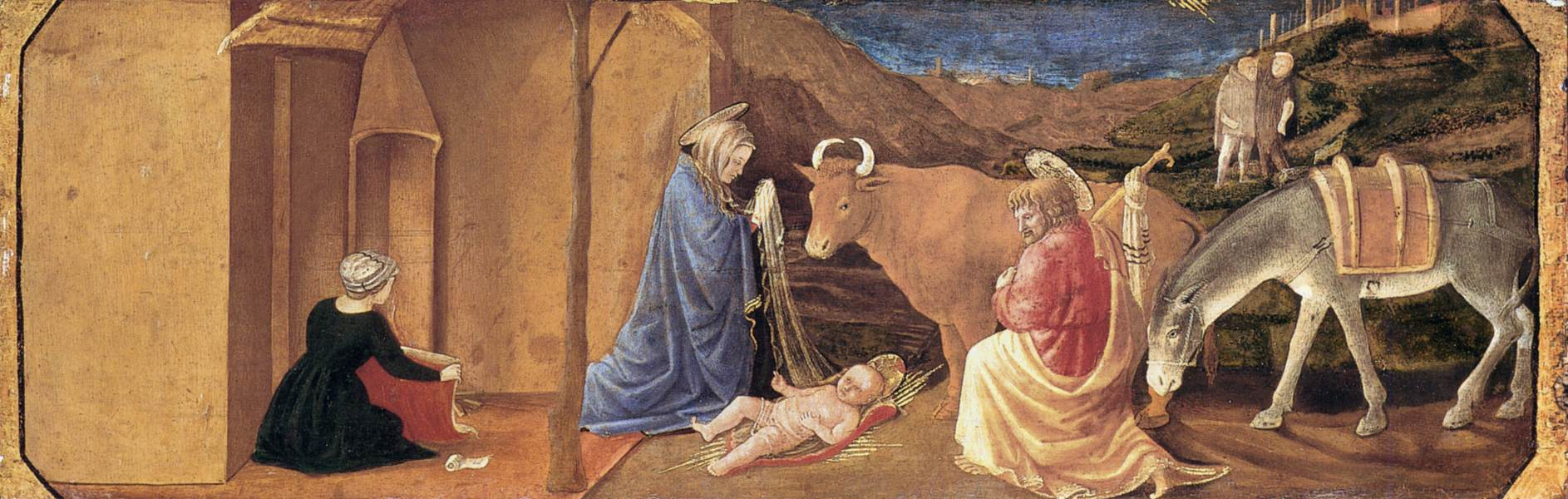
La Nativité de Castello ou Adorazione del Bambino,.

Il se spécialise dans les peintures à vocation dévotionnelle, mettant en scène la Vierge à l'Enfant ou des scènes apparentées. Les variations de placement et de pose de l'Enfant dans les bras de la Vierge sont typiquement caractéristiques de son travail.
En 1995, Chiara Lachi, du Musée Marino Marini (it), l'a identifié comme le jeune Piero di Cosimo, sans convaicre. Dans le catalogue de l'exposition, Officina pratese, édité par Andrea De Marchi de l'Université de Florence , propose le nom de Piero di Lorenzo di Pratese di Bartolo Zuccheri (en), documenté vers 1450 comme l'auteur d'un retable pour la Chiesa dei Santi Giusto e Clemente a Faltugnano (it). Ses œuvres se repartissent entre les musées de Prato, Londres et Philadelphie.

## Œuvres

Autres panneaux des Saints Juste et Clément.
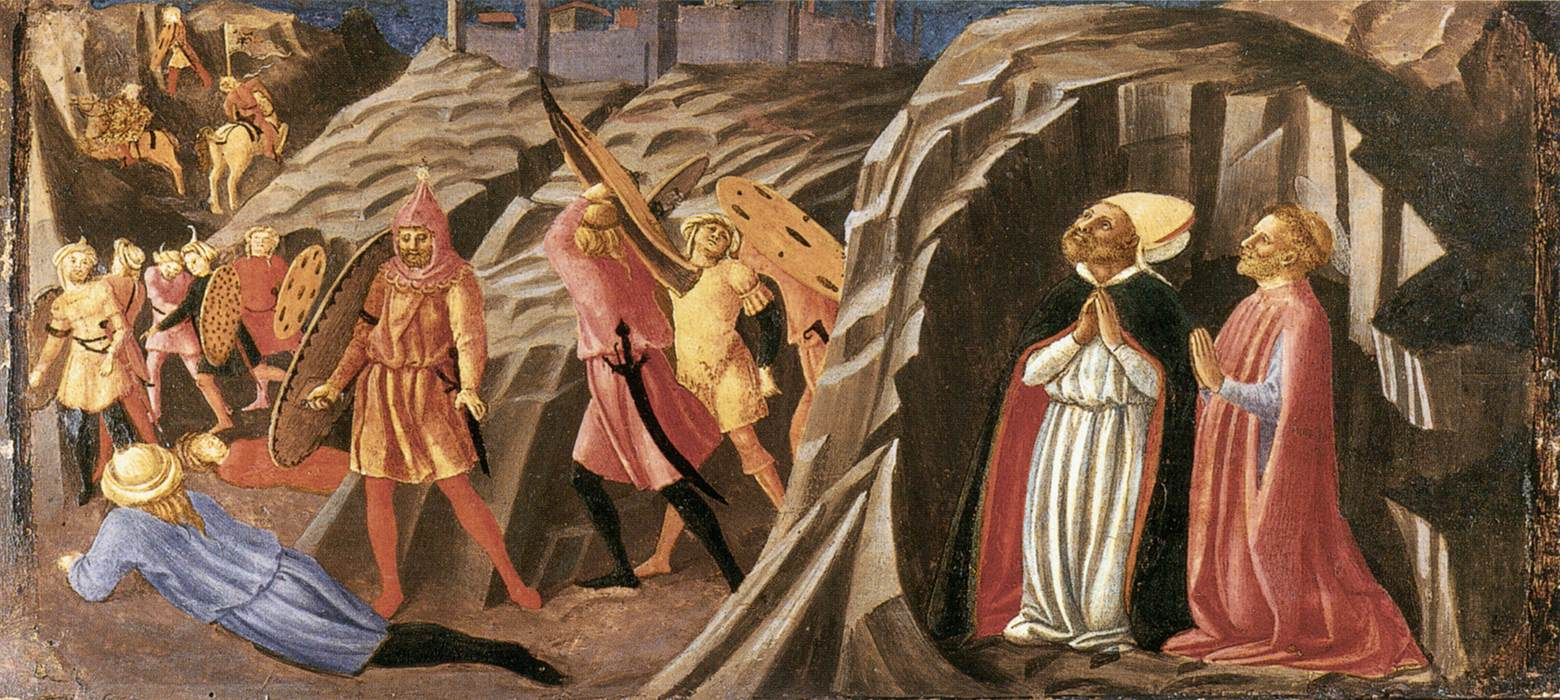
Prière pour la délivrance des Vandales.
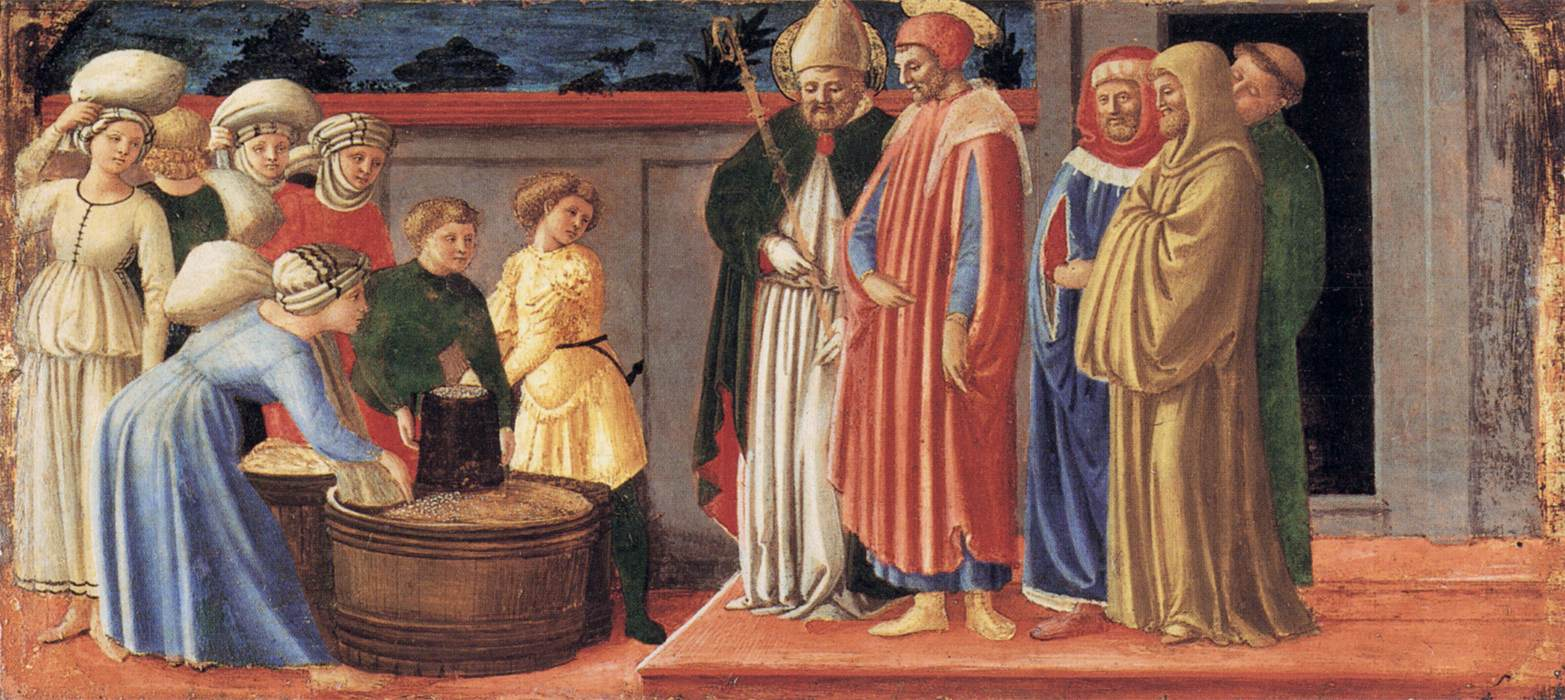
La Multiplication des grains.